# Nguyễn Tường Vân
Nguyễn Tường Vân (17 tháng 8 năm 1980 – 2 tháng 12 năm 2005) là người Úc gốc Việt bị kết án buôn lậu ma túy theo luật Singapore. Nguyễn Tường Vân đã chịu án tử hình dưới hình thức bị treo cổ theo Đạo luật Lạm dụng Ma túy, mặc dù có sự can thiệp tích cực của chính quyền Úc cũng như của một số cá nhân và tổ chức.
Bản án được thi hành tại Nhà tù Changi của Singapore.

## Xuất thân
Nguyễn Tường Vân và em trai sinh đôi Nguyễn Đăng Khoa ra đời tại một trại tị nạn ở Songkhla, Thái Lan trong gia đình bố mẹ là người Việt. Anh không biết cha mình cho đến năm 2001 khi anh đi từ Hoa Kỳ đến Úc. Mẹ của anh, Kim, định cư ở Úc ngay sau khi sinh hai anh em. Theo thông tin của Vân, năm 1987, mẹ anh kết hôn với một người Úc gốc Việt và thường xuyên đánh đập họ.
Vân học tại Trường St Ignatius tại Richmond, Trường tiểu học St Joseph ở Springvale và Trường trung học Mount Waverley. Sau khi rời trường năm 18 tuổi, anh dự định học tại Đại học Deakin, nhưng khó khăn tài chính khiến anh phải làm nhân viên cửa hàng, nhân viên bán hàng, nhân viên bán hàng máy tính và nghiên cứu tiếp thị.
Vân bắt đầu kinh doanh máy tính của riêng mình vào năm 1999. Sau khi anh trai Khoa gặp rắc rối về pháp lý, Vân đã lên kế hoạch kinh doanh. Sau đó, anh ta đã tìm được một công việc bán hàng, nghiên cứu và tiếp thị và kiếm được từ 1.500 đến 2.500 đô la Úc một tháng (tùy thuộc vào số tiền hoa hồng anh ta nhận được). Sau đó, anh ta đã nghỉ phép từ tháng 6 đến tháng 12 năm 2002. Trong lời thú nhận của mình, anh ta tuyên bố rằng anh ta đang dùng "thuốc trị mụn cần 4 tháng."

## Vụ án
Tháng 11 năm 2002, Vân móc nối một số người tại Úc và được đề nghị vận chuyển hàng từ Campuchia đến Melbourne và có thể là đến Sydney. Chuyến rời Úc đầu tiên này của Vân đưa anh qua Singapore và Thành phố Hồ Chí Minh. 
Sau khi trở về Singapore từ Thành phố Hồ Chí Minh, Vân được hướng dẫn tán bạch phiến, quấn quanh người. Vân bị bắt ở sân bay Changi khi làm thủ tục bay về Melbourne. 
Tại phiên toà, Vân thú nhận đã vận chuyển bạch phiến với mục đích kiếm tiền trả các món nợ cũng như các phí tổn pháp lý cho Khoa - người em song sinh đã từng bị ra toà vì tội sử dụng ma tuý và ẩu đả. Số bạch phiến vận chuyển là 396,2 gram, nhiều gấp 25 lần số lượng phải chịu tử hình theo Đạo Luật Chống Sử Dụng Ma Tuý của Singapore là 15 gram.
Toà Thượng thẩm đã tuyên phạt Vân tử hình vào ngày 20 tháng 3 năm 2004. Đơn kháng án của Vân bị bác bỏ. Ngày 17 tháng 11 năm 2005, gia đình Vân được thông báo án tử hình được thi hành ngày 2 tháng 12 năm 2005.
Thủ tướng Úc John Howard có gửi thỉnh cầu cuối cùng đến Thủ tướng Singapore Lý Hiển Long xin ân xá cho Vân nhưng không có kết quả.
Bản thăm dò ý kiến (Morgan Poll) được đưa ra tháng 11 năm 2005 cho thấy rằng 47% dân Úc tin Vân phải bị tử hình, 46% nói rằng không nên thi hành án tử hình và 7% không có ý kiến.

### Thỉnh cầu khoan hồng
Lời kêu gọi khoan hồng của Chính phủ Úc đã bị từ chối vào tháng 10 năm 2005. Các thành viên của quốc hội liên bang và tiểu bang đã kháng cáo quyết định xem xét lại và khoan hồng để được cấp. Việc treo cổ của anh ta là vụ xử tử đầu tiên của một công dân Úc ở Đông Nam Á kể từ năm 1993, khi Michael McAuliffe bị treo cổ tại Malaysia vì buôn bán ma túy. Chín năm trước, Barlow and Chambers đã được gửi tới giá treo cổ vì tham gia vào một vụ buôn lậu ma túy.
Vào ngày 21 tháng 11 năm 2005, Chính phủ Úc đang xem xét yêu cầu của các luật sư của Vân để nộp đơn xin xét xử tại Tòa án Công lý Quốc tế yêu cầu chính phủ Singapore đồng ý với thẩm quyền của mình. Tuy nhiên, Bộ trưởng Ngoại giao Downer cho rằng không có khả năng chính phủ Singapore sẽ đồng ý. Vào ngày 24 tháng 11 năm 2005, Tổng chưởng lý bang Victoria Rob Hulls đã gặp Bộ trưởng Bộ Luật và Nội vụ Singapore Ho Peng Kee để báo cáo vụ kiện vì sự khoan hồng nhưng không thành công. Vào ngày 28 tháng 11 năm 2005 Ủy viên Nhân quyền Úc, Sev Ozdowski, cho biết Úc phải tiếp tục gây sức ép để Singapore từ bỏ án tử hình, ngay cả khi điều đó chứng minh quá muộn cho Vân.
Sau khi tuyên án vào tháng 3 năm 2004, các nhà vận động chống án tử hình đã được báo cáo là tràn ngập các email từ người Úc đề nghị hỗ trợ cho Vân. Các chính khách và các nhân vật tôn giáo đã đưa ra lời cầu xin khoan hồng, nhưng những điều này đã bị chính phủ Singapore từ chối.
Một ngày trước khi Vân bị treo cổ, một luật sư đã đưa ra một chiến thuật pháp lý cuối cùng, buộc tội Vân với các tội liên quan đến ma túy tại Tòa án sơ thẩm ở Melbourne, mà anh ta hy vọng sẽ cho phép Chính phủ Liên bang Úc dẫn độ Vân. Tuy nhiên, Bộ trưởng Tư pháp Chris Ellison đã bác bỏ dẫn độ, nói rằng Giám đốc Công tố Liên bang sẽ không cố gắng truy tố Vân tại Úc.